# Усман ибн Абу аль-Ас
Усман ибн Абу аль-Ас аль-Сакафи (араб. عثمان بن أبي العاص‎, ʿUthmān ibn Abī al-ʿĀṣ; Эт-Таиф, Мекка — 671, Басра) — сподвижник исламского пророка Мухаммеда, он был родом из племени Бану Сакиф, служил губернатором Бахрейна (восточная Аравия) и Омана (юго-восточная Аравия) в 636–650 годах во время правления Второго праведного халиф Умара (годы правления 634–644) и Третьего Усмана (годы правления  644–656 ). Во время своего губернаторства он руководил военными походами против сасанидских персов в Фарсе. После увольнения он поселился со своими братьями в Басре, где халиф пожаловал ему большое поместье. Он передал многочисленные хадисы ученому Хасану аль-Басри и умер там же.

## Ранняя жизнь и правление Таифа
Усман был сыном Абу аль-Аса ибн Бишра ибн Абд Духмана из племени Бану Сакиф. Сакиф были доминирующим племенем города Таиф в Хиджазе (западная Аравия). Усман принадлежал к известной семье Бану Хутайт из Бану Джушам, которая была одной из двух основных ветвей Бану Сакиф. У Усмана было пять братьев: аль-Хакам, аль-Мугира, Абу Умайя, Абу Амр — все они были сыновьями матери Усмана Фатимы бинт Абдуллах — и Хафса. Согласно другому рассказу, матерью Усмана была Сафийя, дочь основателя дома Омейядов Умайя ибн Абд Шамс. Жена Усмана, Райхана, принадлежала к тому же дому, будучи дочерью сына Умайи Абу аль-Аса.
9 декабря 630 года Усман был самым молодым членом делегации из шести человек, состоящей из представителей Бану Сакиф, отправленной для установления мира с исламским пророком Мухаммедом, незадолго до завоевания их города мусульманами в 631 году. Делегация приняла ислам во время этой встречи, хотя историки IX века Аль-Вакиди и Умар ибн Шабба считают, что Усман уже принял ислам во время предыдущего визита к Мухаммеду в Медину, но держал это в секрете от своего племени. Несмотря на свою молодость, Мухаммед назначил Усмана губернатором Таифа. Его назначение было обусловлено его явным рвением в изучении ислама и Корана, как засвидетельствовал Мухаммеду Абу Бакр, будущий первый Праведный халиф (лидер мусульманской общины). Юрисдикция Усмана распространялась на оседлых жителей Таифа и его окрестностей (кочевниками хавазинов управлял Малик ибн Ауф), и он оставался на своем посту на момент смерти Мухаммеда в 632 году. Он был первым членом Бану Сакиф, достигшим известности в исламе.
После смерти Мухаммеда многие арабские племена восстали против зарождающегося мусульманского государства. Усман сыграл ключевую роль в поддержании лояльности сакифа исламу. Во время войн с вероотступниками, начатых Абу Бакром против мятежных племен, Усман отправил силы из Таифа против мятежных кланов из племен Бану Азд, Баджила и Хасам в Йемене (юго-западная Аравия). Позже он собрал армию из города под командованием своего брата, чтобы помочь военным усилиям Медины. Абу Бакр оставил Усмана на своем посту, как и его преемник халиф Умар.

## Губернатор Бахрейна и Омана
В 636 году Умаром Усман был назначен губернатором Бахрейна (Восточная Аравия) и Омана (Юго-Восточная Аравия) после смещения аль-Ала аль-Хадрами. Провинция Ямама (Центральная Аравия) в то время была административно присоединена к Бахрейну. Умар разрешил Усману назначить своего брата аль-Хакама в качестве своего преемника в Таифе.
Усман отправлял морские экспедиции против портов и позиций Сасанидской империи и далее на восток к границам Индии. Первые арабские морские набеги на порты индийского субконтинента были совершены по приказу Усмана. Согласно истории аль-Балазури, набеги были направлены на Тхану (около современного Мумбаи), Дебал и Бхаруч. Нападение на Тхану, первый арабский набег в Индию, был совершен под командованием брата Усмана аль-Хакама и был успешным, арабы вернулись в Оман, не понеся никаких потерь. Следующий набег на Дебал был совершен другим братом, аль-Мугирой. Аль-Хакам возглавил набег на Бхаруч. Согласно аль-Балазури набеги были начаты примерно в 636 году. Современный историк Наби Бахш Хан Белудж подозревает, что если набеги на побережье Индии действительно были предприняты, то они, вероятно, произошли в конце 636 года. Военно-морские операции были начаты без санкции Умара, и он не одобрил их, узнав об операциях, сославшись на свой страх за безопасность арабских войск в море. Армянский историк Себеос подтверждает эти арабские набеги на побережье Сасанидов. По словам Белуджа, причины инициативы Усмана не определены средневековыми источниками и, возможно, были движимыми рвением авантюрами во имя джихада (священной войны).
В 637 году Усман был отозван из Бахрейна Умаром и вновь назначен в Таиф, вероятно, в результате его одностороннего начала морских рейдов против Индии. Он был восстановлен в Бахрейне в 638 году после неудачного морского рейда аль-Алы против сасанидской провинции Фарс, который закончился тяжелыми потерями арабов. В 638–639 годах Усман лично возглавил крупное наступление вдоль побережья Фарса. Его брат аль-Хакам сопровождал его, в то время как он оставил аль-Мугиру контролировать административные дела в Бахрейне в качестве своего заместителя. В 639 или 640 году Усман и аль-Хакам захватили и разместили арабские войска в фарсском городе Тавадж недалеко от побережья Персидского залива, к юго-западу от современного Шираза. В 641 году Усман основал свою постоянную ставку в Тавадже, которую он укрепил. Из Таваджа в том же году он захватил город Рейшахр и убил сасанидского губернатора Фарса Шахрука. К 642 году Усман подчинил города Джаррех, Казерун и ан-Нубинджан.
Около 643 года к войскам Усмана присоединился Абу Муса аль-Ашари, мусульманский губернатор Басры, который сражался против Сасанидов на иракском фронте. Усман сохранил общее командование, и вместе они завоевали Арраджан и район Шираза, в то время как Усман завоевал город Дарабджирд дальше на восток пошёл без Абу Мусы. Эти завоевания произошли между 643 и 644 годами. Халиф Умар умер в 644 году, и его сменил Усман ибн Аффан, который удерживал Усмана на своем посту еще около шести лет. Усман не смог захватить сасанидские крепости Истахр и Джур (Фирузабад) в горном центральном Фарсе, которые были завоеваны в 649 году мусульманским губернатором Басры Абдуллахом ибн Амиром. В том же году Ибн Амиру было поручено верховное командование армиями Усмана и Абу Мусы в Иране.

## Дальнейшая жизнь, смерть и наследие
После 650 года Усман был уволен халифом и перебрался в Басру. В феврале 650 года халиф пожаловал ему большое поместье недалеко от города, в аль-Убулле (Апологос) вдоль реки Евфрат, из которого он даровал участки каждому из своих братьев для строительства. Канал, вырытый в поместье, был назван Шатт Усман в его честь. Усман умер в Басре в 671, 672 или 675 году.
Известный исламский теолог и ученый аль-Хасан аль-Басри передавал хадисы от Усмана во время своего пребывания в Басре. Из двадцати девяти хадисов, предположительно переданных Усманом, три были записаны в Сахихе Муслима, а остальные в различных томах хадисов.
Внучка Усмана, Умм Мухаммад бинт Абдаллах ибн Усман, была замужем за генералом и губернатором Хорасана, Салмом ибн Зиядом. Во время экспедиции Салма в 681 году она стала известна как первая арабская женщина, пересекшая реку Оксус в Трансоксание.